# Oberhof (Argovia)
Oberhof es una comuna suiza del cantón de Argovia, situada en el distrito de Laufenburg. Limita al norte con la comuna de Wölflinswil, al este con Densbüren, al sur con Küttigen y Erlinsbach, y al oeste con Kienberg (SO).